# Санкт-Петербург-Вітебський
Санкт-Петербу́рг-Ві́тебський — залізнична станція Жовтневої залізниці (рос. Октябрьской ж.д.) Російських залізниць у Санкт-Петербурзі, Росія. Один з п'яти діючих вокзалів Санкт-Петербурга і один з чотирьох вокзалів, який обслуговує поїзди далекого прямування. Найстаріший залізничний вокзал у Санкт-Петербурзі й Росії.

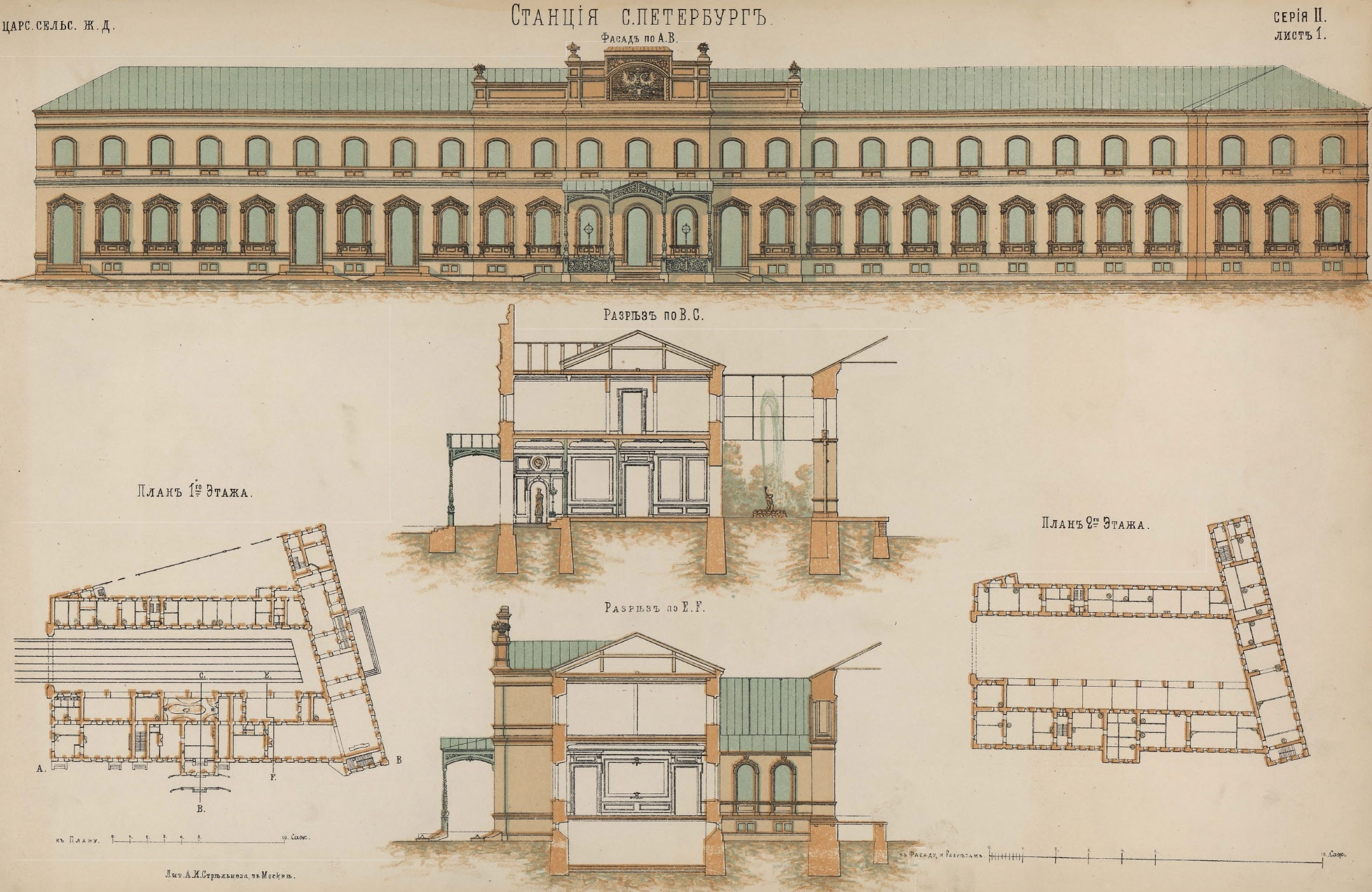
Креслення другого вокзалу

## Історія

Вокзал у 1900-х рр.

Вітебський — найперший залізничний вокзал у Росії. Перша одноповерхова дерев'яна будівля була зведена у 1837 році для першої в Росії Царськосільскої залізниці, що з'єднала Санкт-Петербург і Царське село. Рух на ділянці Санкт-Петербург — Царське Село урочисто відкрили 30 10 (11 листопада) 1837 року. Першим відправився зі станції паровоз «Моторний» з керівником будівництва залізниці та інженером Францом Герстнером як машиністом, а також з іншими почесними пасажирами, серед яких був і російський імператор Микола I.
Упродовж 1849—1852 років на цьому місці звели кам'яну будівлю за проєктом архітектора Костянтина Тона, яка простояла до початку XX століття.

## Залізничний вокзал

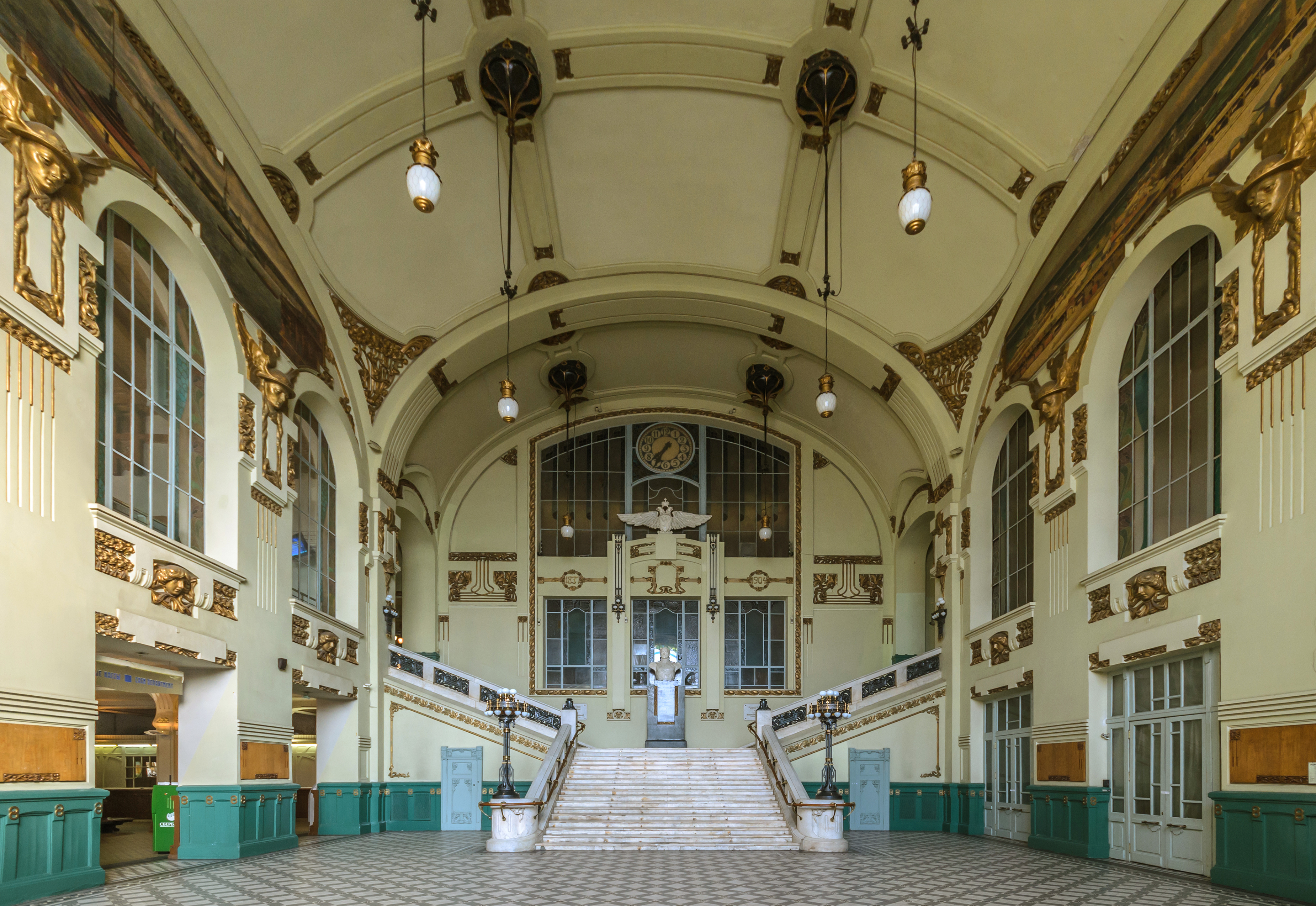
Парадна зала з мармурованими сходами

Сучасна будівля вокзалу побудована 1904 року в стилі «модерн» за проєктом академіка архітектури С. А. Бржозовського.
Проєкт відкриває незвичну для того часу архітектуру, що включає велику кількість металу. Ця будівля — одна з перших громадських будівель у стилі «модерн», яскраво виражена незвична для початку XX століття планування будівля, коли великі обсяги групуються асиметрично, з урахуванням їх функціонального призначення.
Зовнішній вигляд будинку відображає його внутрішню конструкцію, яка своєю чергою створена з раціональних міркувань.
На відкритті вокзал захоплено оцінили сучасники. Будівля має оригінальне купольне завершення, вежу з годинником, дебаркадер вокзалу має арочне перекриття (автор — інженер В. С. Герсон).
Головний (північний) фасад вокзалу виходить на Заміський проспект рос. Загородный. Цей фасад простягається від вежі з годинником з лівого боку до вестибюля і напівкруглого переходу до західного фасаду — з правого. Залізні ґрати балконів вокзалу виконані кованими малюнками, що нагадують ліру. Оригінальні ажурні козирки над численними входами вокзалу виконані за індивідуальними проєктами.

#### Головний фасад

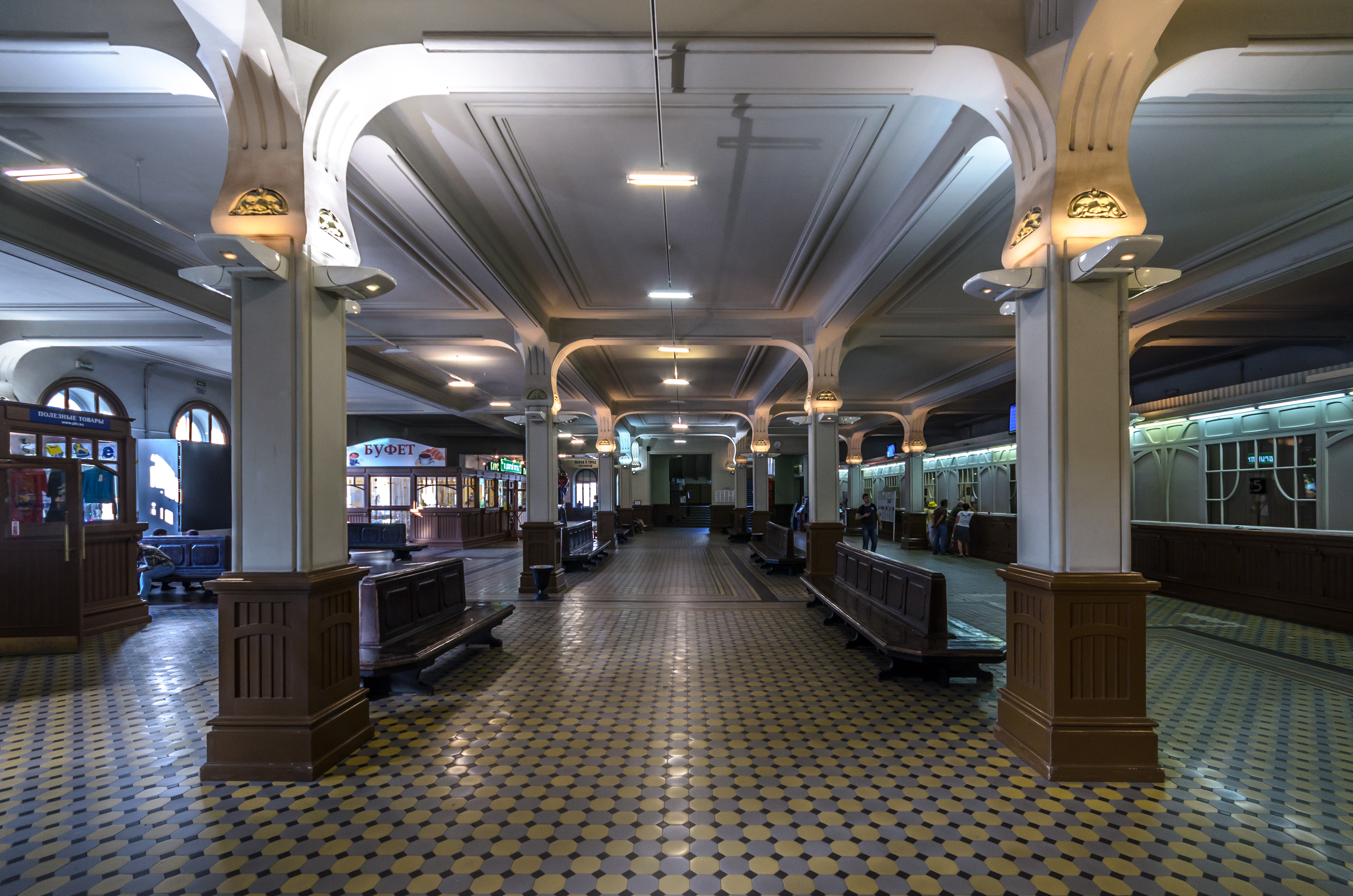
Зала очікування першого поверху

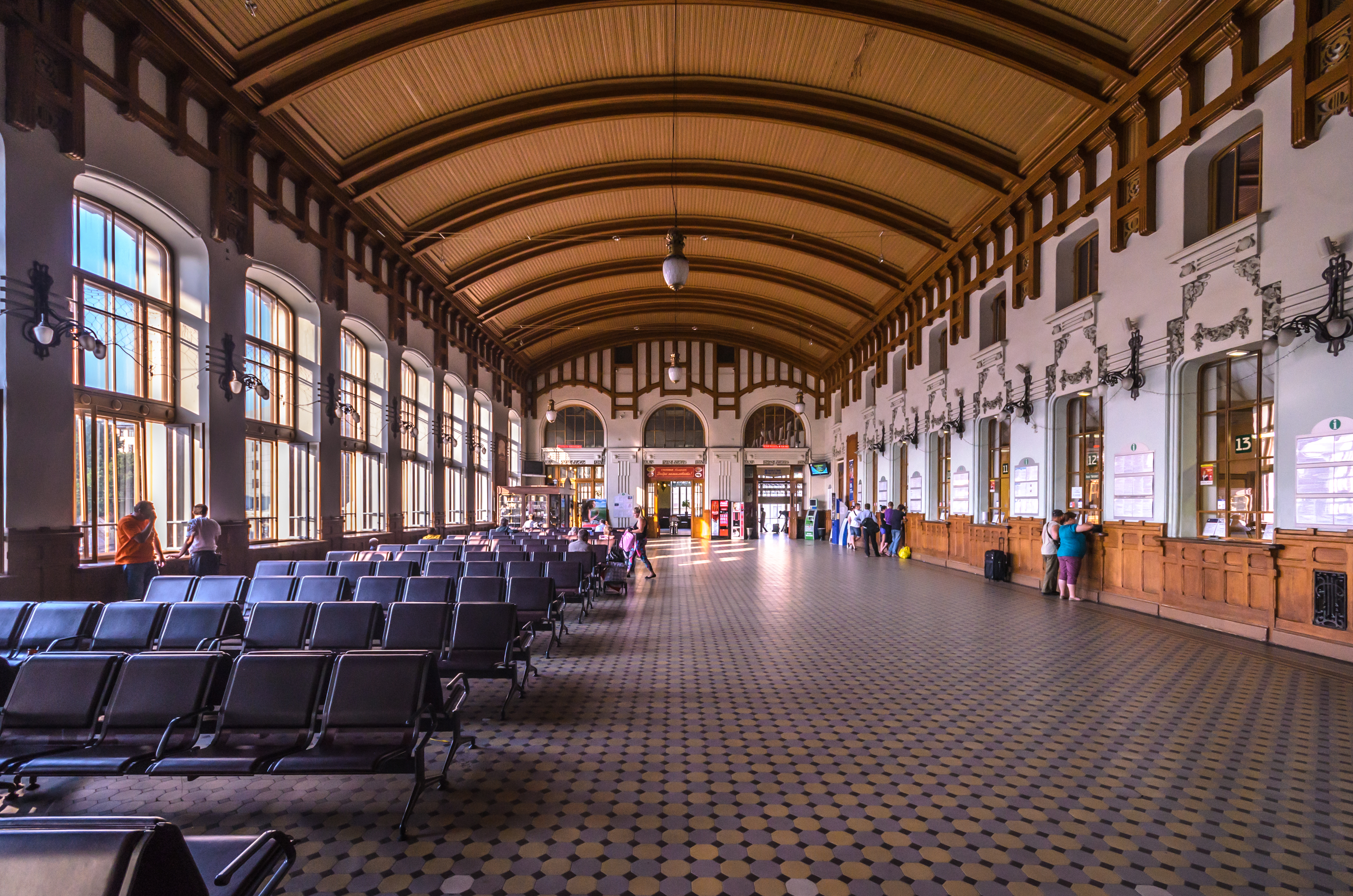
Зала очікування другого поверху

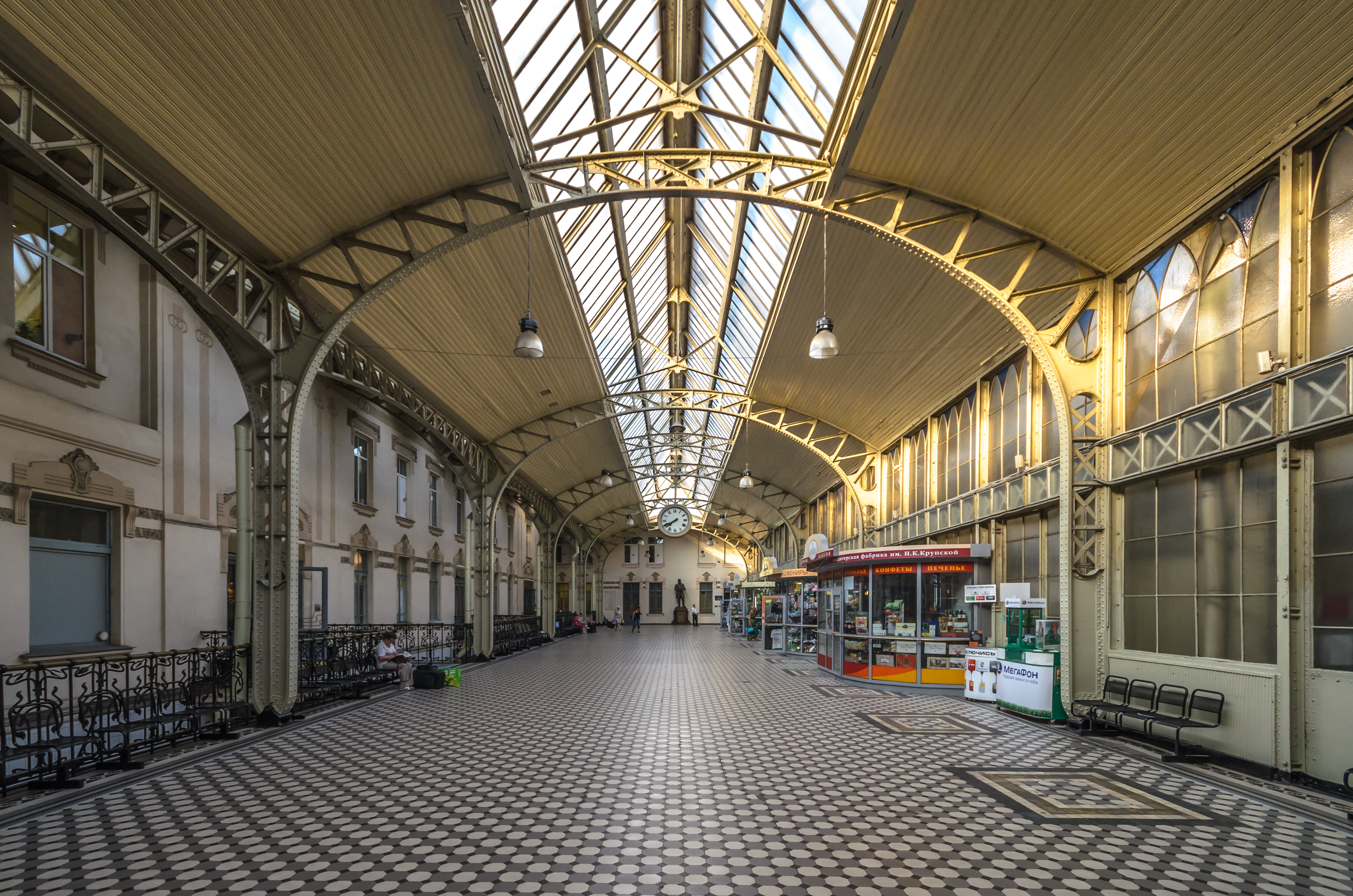
Світлова зала

Основне приміщення вокзалу — це гігантський вестибюль з парадними сходами. Висота залу становить понад 20 метрів, зал вінчає металевий купол. Парадні сходи залу є домінантою приміщення, вона прикрашена мармуровими поручнями з декоративними бронзовими вставками. Освітлення залу виконано з використанням природного освітлення — денне світло проходить в залу через розташовані по всіх стінах вітражні вікна. Штучне світло створюється за допомогою електричних світильників, розташованих по периметру залу. Вони виконані із заліза й пофарбовані в чорний колір.
Між вікнами в простінках встановлені ліпнинні панно, пофарбовані під колір старої бронзи. На них зображені голови Меркурія і жіночих голів, які декоровані стилізованими рослинними орнаментами. Цей вибір не випадковий: Меркурій — є богом торгівлі та подорожей.
Фасад вестибюля прикрашений масштабним ризалітом з великою вітражною аркою.
Її оформлення перегукується з аркою на будівлі магазину братів Єлисєєвих (нині — Будинок торговельного товариства «Брати Єлісєєва») на Невському проспекті, який побудований за проєктом цивільного інженера Г. В. Барановського в 1902—1903 роках.
Парадний вхід нагорі прикрашений гербами Петербурга і Вітебська — кінцевих пунктів Вітебської лінії на час спорудження вокзалу.
Крім вестибюля, вертикальною домінантою будівлі слугує висока «вежа з годинником», що має ефектний мальовничий силует. Перехід між фасадами оформлений колонами. 

#### Східний і західний фасади

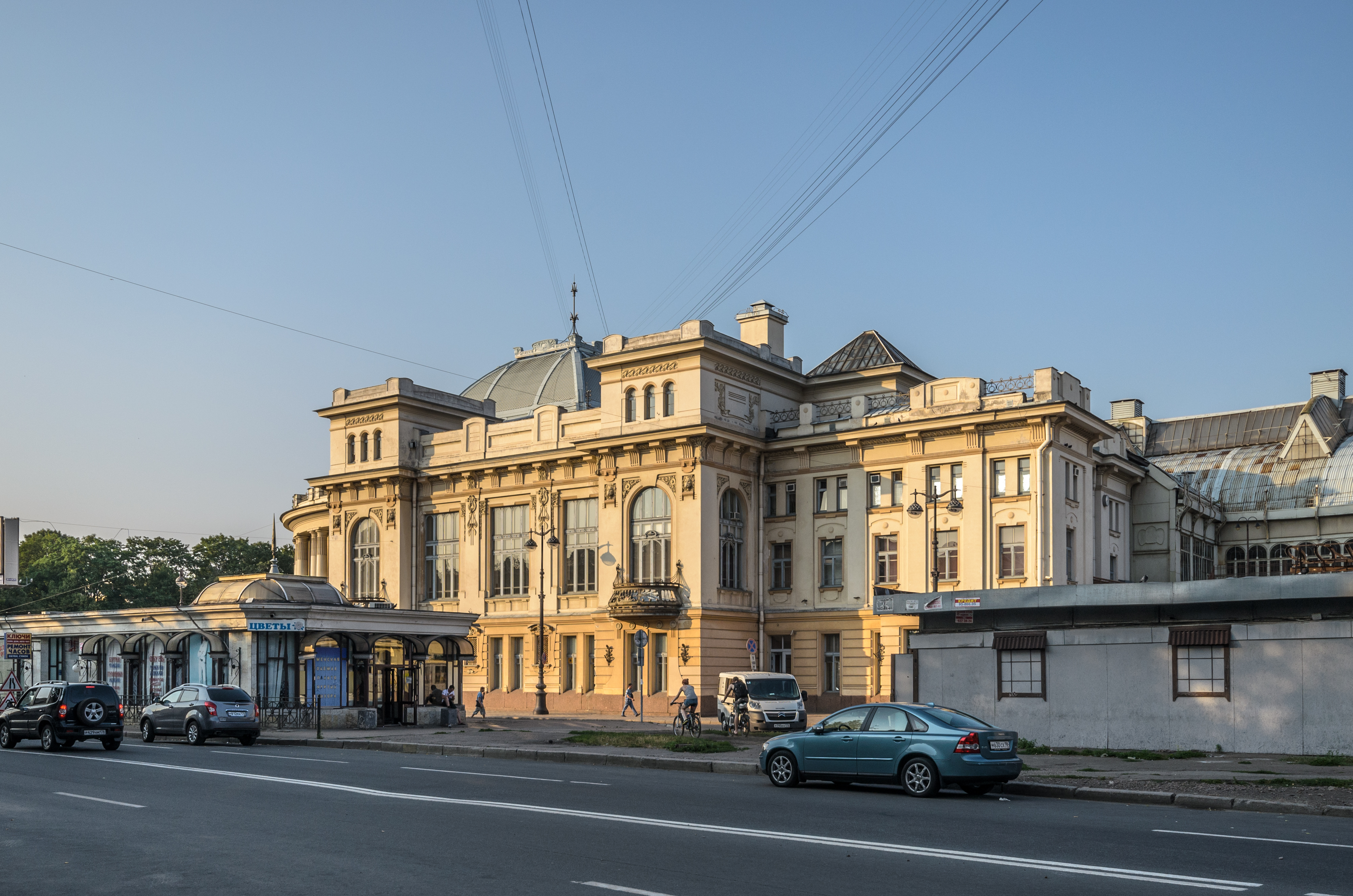
Західний фасад вокзала

Більшу частину фасадів займає дебаркадер, виконаний за проєктом інженера В. С. Герсона. Арки дебаркадерів металеві, клепані, спочатку перекриті склом. Як огородження використовуються ґрати з листового заліза, прикрашені металевими квітами. Дебаркадер не покриває платформи цілком, приблизно третина перонів перебуває просто неба.
Східний фасад будівлі має утилітарне призначення — його формують два комплекси — комплекс приміщень центрального фасаду, увінчаний годинниковою вежею, і маршові сходи і ліфта для пасажирів. Після будівництва станції метрополітену з цього боку будівлі, основна частина пасажиропотоку пасажирів далекого прямування користується цими сходами.
З боку західного фасаду організоване відправлення приміських поїздів, в цьому фасаді розташовані каси приміського сполучення. Для забезпечення роботи автоматизованою системою контролю оплати проїзду пасажирами приміських поїздів були встановлені металеві ґрати, які істотно змінили загальний вигляд будівлі. Робоче введення системи АСКОП (автоматизована система контролю оплати проїзду) пасажирами приміських поїздів відбувся 14 липня 2001 року .

### Особливості проєкту вокзалу

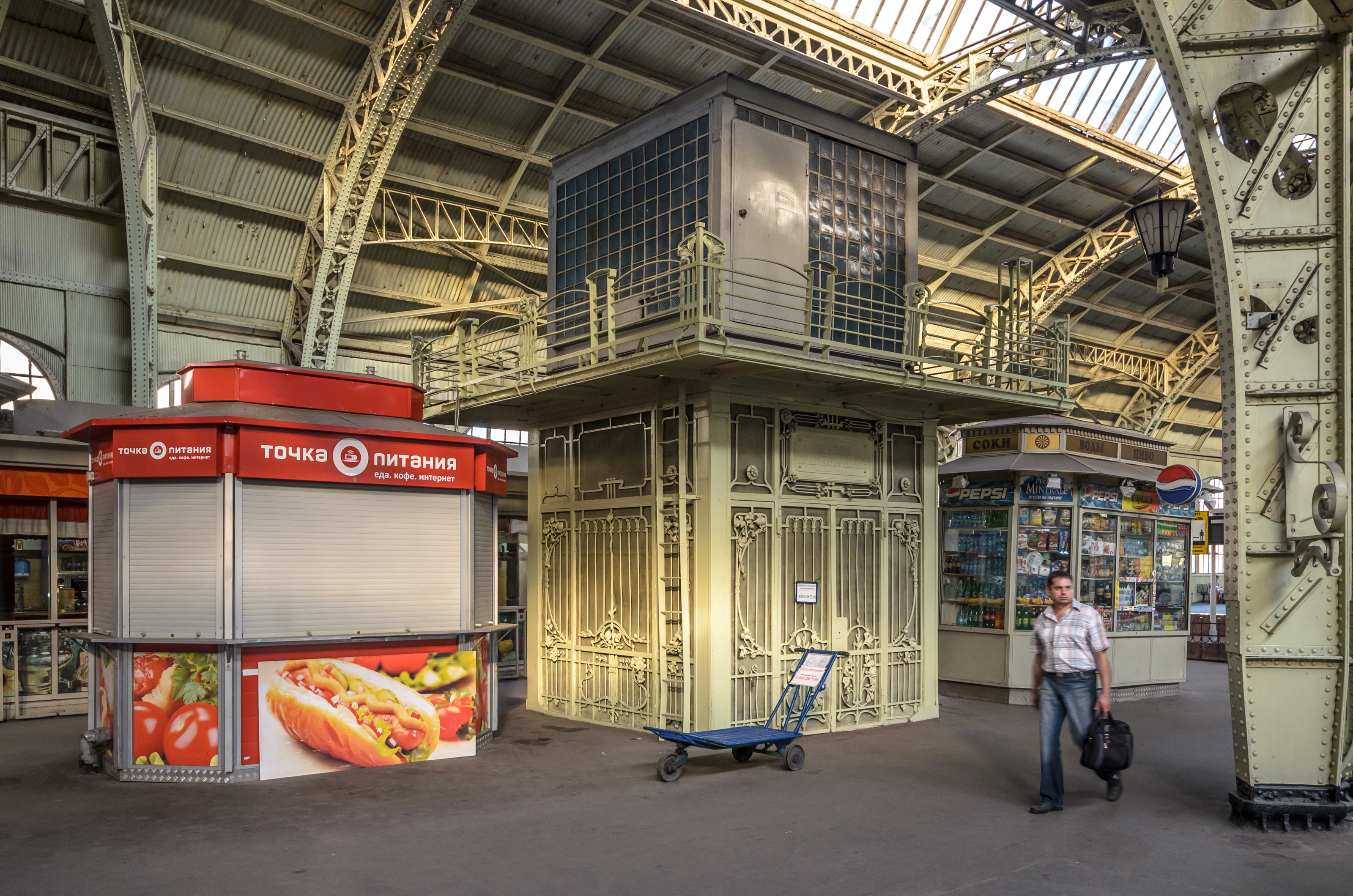
Багажний ліфт на платформі (не діє)

На вокзалі дуже широко використовувалися різні складні технічні новинки, багато рішень були новаторськими для того часу:
- ліфти для багажу і пасажирів;
- транспортери;
- рейкове полотно, розташоване на другому поверсі.

Вокзал спочатку був багато художньо оздоблений. Практично всі частини вокзалу (балкони, сходові спуски і прольоти, вітражі, ліхтарі) прикрашено художньою ковкою. На башті з годинником зображені рельєфи сов. 
На другому поверсі, в «Картинному залі» (колишній зал чекання для пасажирів I і II класів) стіна прикрашена п'ятьма мальовничими панно на сюжети з історії Царськосельської залізниці (художники — Микола Самокиш і Олена Самокиш-Судковська):
- вид станції Царськосельської залізниці в Петербурзі в 1837 р.
- перша поїздка імператора Миколи I по Царськосельської залізниці в 1837 р.
- вид Павловського вокзалу Царськосельської залізниці в день 25-річчя дороги — 30 жовтня 1862 р.
- вид станції Царськосельської залізниці в Царському селі в 1902 р.
- вид станції Царськосельської залізниці в Петербурзі в 1900 р.

### Проблема ліфтів
На вокзалі відсутні ліфти для пасажирів і багажу (історичні ліфти не працюють) — валізи пасажирам доводиться вручну піднімати на другий поверх, де розташовані перони.

### Збереження і реставрація

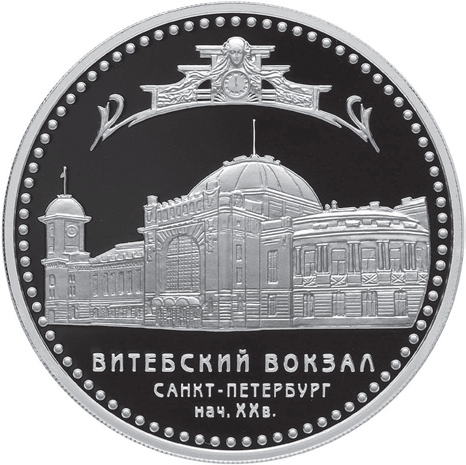
Вітебський вокзал. Санкт-Петербург. Монета Банку Росії - Серія: «Пам'ятки архітектури Росії», 3 рубля, срібло, 2009 рік

Незважаючи на те, що будівлі вокзалу на момент прийняття рішення про проведення реставраційних робіт не виповнилося сто років, при обстеженні будівлі було виявлено, що суворий клімат Санкт-Петербурга і важка екологічна обстановка в центрі міста наприкінці XX століття завдали пам'ятника архітектури значний збиток. До цього моменту комплексних реставраційних робіт на вокзалі не проводилися.
Упродовж 2001—2003 років, з нагоди 300-річчя Санкт-Петербурга, провели роботи в межах програми з реставрації та відновлення вокзалів міста.
У ході реконструкції вокзалу провели такі роботи:
- відновлено купол;
- відтворено забарвлення будівлі (за звітами 1904 року — жовто-сіре забарвлення вокзалу);
- відновлені оригінальні вікна фасаду, виконані за оригінальними кресленнями;
- оновлений ліпний орнамент;
- відновлені декоровані парадні мармурові сходи;
- відтворено «Імператорське кафе»;
- оновлені виливки орнаментів;
- виправлені експлуатаційні дефекти конструкції дебаркадера;
- були заповнені втрачені елементи первинного проєкту, відреставрований металодекор.

Як приклад можна навести роботи фахівців фірми «Граніт», у завдання яких входило відтворення козирків над входами: роботи охоплювали створення повністю втрачених деталей зі збереженої історичної документації.
Конструктивна особливість будівлі — використання як кріплення величезної кількості заклепок, зварювання застосовувалася мінімально.

## Пам'ятники та меморіали
У 1987 році у спеціальному скляному павільйоні встановлено макет потяга з  паровозом «Моторний», який здійснив перший у Росії рейс з Петербурга в Царське Село у 1837 році.
30 жовтня 2007 року з нагоди 170-річчя російських залізниць у світловому залі вокзалу відкрито пам'ятник австрійському інженеру Ф. А. Герстнеру — будівникові першої залізниці в Росії.
Також Герстнеру і локомотиву «Моторний» присвячена меморіальна табличка на фасаді будівлі. Вона встановлена на вигнутій колонаді будівлі, що з'єднує північний і західний фасади.
У серпні 2014 року, біля входу у вокзал, був відкритий пам'ятник героям Першої світової війни.

## Царський павільйон
На березі Введенського каналу був побудований Імператорський (Царський) павільйон Імператорської гілки Царськосільської залізниці, куди прибували потяги членів імператорського прізвища.

## Навколо вокзалу
На відміну від інших вокзалів Санкт-Петербурга, перед ним немає великої привокзальній площі: центральний фасад будівлі виходить на Заміський проспект, східний фасад — на невеликий проїзд, який після Другої світової війни був названий на честь П. Д. Вінокурцева. Західний фасад будівлі при будівництві виходив на Введенський канал, після його засипки у 1965—1971 роках, виходить на вулицю Введенського каналу.
Через Обвідний канал по ходу прямування залізниці перекинуто Царськосільський залізничний міст.
Поруч із вокзалом у 1956 році побудували наземний вестибюль станції метро  Пушкінська. У 2008 році відкрилася пересадкова з нею станція  Звенигородська.
Напроти Вітебського вокзалу, на протилежному боці Заміського проспекту, розташований Військово-медичний музей — найбільший російський історико-медичний музей світового класу. Перед цим музеєм є сквер, в якому до знесення у 1933 році перебував Введенський собор лейбгвардії Семенівського полку.

## Колійний розвиток

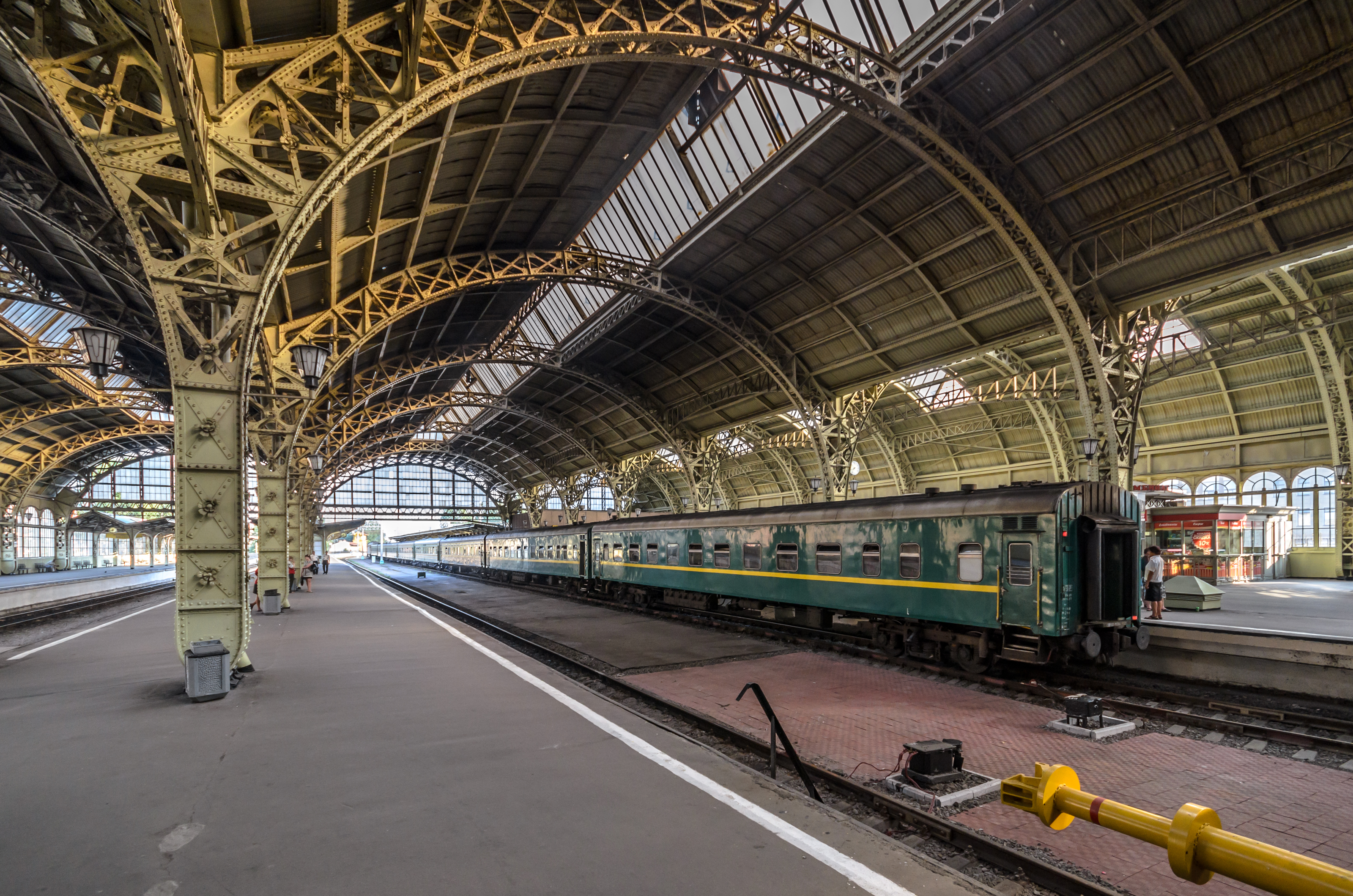
Дебаркадер, у платформи потяг
№ 61 «Санкт-Петербург — Кишинів»

Колійний розвиток станції — 8 колій, навколо яких споруджені 5 високих платформ. Перші 4 колії позбавлені електрифікації і заходять під дебаркадер (східна та центральна нави). Решта 4 колії призначені для приміського сполучення та електрифіковані, причому колії № 5 та № 6 впираються в західний наву дебаркадера, але не заходять під нього. За межами дебаркадера, на платформах № 1—3 побудовані навіси.

## Далеке сполучення
Станом на грудень 2017 року станція відправляє і приймає поїзда наступних напрямків:
| Цілорічний рух поїздів | Цілорічний рух поїздів                                | Цілорічний рух поїздів | Цілорічний рух поїздів                                |
| № поїзда               | Маршрут руху                                          | № поїзда               | Маршрут руху                                          |
| ---------------------- | ----------------------------------------------------- | ---------------------- | ----------------------------------------------------- |
| 51                     | Санкт-Петербург-Вітебський — Брест-Центральний        | 52                     | Брест-Центральний — Санкт-Петербург-Вітебський        |
| 53 «Либідь»            | Санкт-Петербург-Вітебський — Київ-Пасажирський        | 54 «Либідь»            | Київ-Пасажирський — Санкт-Петербург-Вітебський        |
| 61                     | Санкт-Петербург-Вітебський — Кишинів                  | 61                     | Кишинів — Санкт-Петербург-Вітебський                  |
| 79                     | Санкт-Петербург-Вітебський — Калінінград-Пасажирський | 80                     | Калінінград-Пасажирський — Санкт-Петербург-Вітебський |
| 83                     | Санкт-Петербург-Вітебський — Гомель-Пасажирський      | 83                     | Гомель-Пасажирський — Санкт-Петербург-Вітебський      |
| 677                    | Санкт-Петербург-Вітебський — Великі Луки              | 677                    | Великі Луки — Санкт-Петербург-Вітебський              |

| Сезонний рух поїздів | Сезонний рух поїздів                               | Сезонний рух поїздів | Сезонний рух поїздів                               |
| № поїзда             | Маршрут руху                                       | № поїзда             | Маршрут руху                                       |
| -------------------- | -------------------------------------------------- | -------------------- | -------------------------------------------------- |
| 217                  | Санкт-Петербург-Вітебський — Москва-Ризька         | 217                  | Москва-Ризька — Санкт-Петербург-Вітебський         |
| 223                  | Санкт-Петербург-Вітебський — Псков-Пасажирський    | 224                  | Псков-Пасажирський — Санкт-Петербург-Вітебський    |
| 224                  | Москва-Пасажирська — Псков-Пасажирський            | 224                  | Псков-Пасажирський — Москва-Пасажирська            |
| 229                  | Санкт-Петербург-Вітебський — Смоленськ-Центральний | 229                  | Смоленськ-Центральний — Санкт-Петербург-Вітебський |
| 249                  | Санкт-Петербург-Вітебський — Мінськ-Пасажирський   | 250                  | Мінськ-Пасажирський — Санкт-Петербург-Вітебський   |

## Приміське сполучення
З 1 червня 2006 року приміські пасажирські перевезення з Вітебського вокзалу здійснює ВАТ «Санкт-Петербург-Вітебська приміська пасажирська компанія». Щогодини послугами Вітебського вокзалу користуються близько 1 тис. чоловік.
31 травня 2009 року перший в історії російських залізниць вирушив дизель-електропоїзд ДП1 із Санкт-Петербурга до Пскова,  який отримав іменну назву «Плесков», на честь старовинної назви Пскова.
Дизель-електропоїзд нового покоління ДП1 може розвивати швидкість до 120 км/год. Можливість пересування як електрифікованими, так і неелектрифікованими залізницями, що робить його унікальним. Аналогічного рухомого складу Росії ще було. Складається з  чотирьох вагонів, один із них з м'якими сидіннями. Кількість квитків, запропонованих у продаж, становитиме — 350.
У дизель-електропоїзді встановлено біотуалети, збільшено розмір тамбурів, передбачено посадку з низької платформи. У вагонах працюють провідники. Від Санкт-Петербурга до Пскова поїзд прямує з однією зупинкою на станції Луга I, при цьому призначення додаткового поїзда до Пскова не вимагатиме коригування розкладу та скасування приміських поїздів.
До цього дня пасажири добиралися з міста на Неві до Пскова спочатку електроприводом до Луги, потім пересідали на інший склад, оскільки ділянка колії до Пскова не електрифікована. Тож, у разі використання дизель-електропоїздів, пасажири мають можливість безпересадкової поїздки від Санкт-Петербурга до Пскова і зворотно. З 28 липня 2011 року дизель-електропоїзд «Плесков» курсує 6 разів на тиждень.
Станом на 2018 рік станція обслуговує такі напрямки:
- Санкт-Петербург-Вітебський — Царське Село — Павловська — Семріно — Вириця — Новинка — Чаща — Чолов — Таркович — Оредеж
- Санкт-Петербург-Вітебський — Вириця — Посьолок
- Санкт-Петербург-Вітебський — Павловська — Новолісіно — Радофінніково — Рогавка — Новгород-на-Волхові
- Санкт-Петербург-Вітебський — Павловська — Владимирська — Сіверська — Строганово — Мшинська — Толмачево — Луга I.

## Пересадки на громадський транспорт
- Метро:  Пушкінська,  Звенигородська
- : 1М, 1Мб, 4М, 4Мб, 5М, 5Мб, К-25, К-90, К-124, К-177, К-258, К-338, К-800, К-900
- : 16
- : 3, 8, 15, 17

## У культурі
- На Вітебськом вокзалі зняті сцени багатьох фільмів, зокрема:
  - «Пригоди Шерлока Холмса і доктора Ватсона: Двадцяте століття починається» (Вітебський вокзал відіграє роль Лондонського вокзалу)
  - «Вокзал для двох»
  - «Брат»
  - «Вулиці розбитих ліхтарів»
- На Вітебський (у 1918 році — ще Царськосільський) вокзал прибуває поїзд з героями пісні Олександра Розенбаума «Подорож з Одеси в Петроград».